# Batalla del Bidasoa
La batalla del Bidasoa (o batalla de Larrún) se libró el 7 de octubre de 1813 durante la guerra de la Sexta Coalición. En ella, el ejército aliado de Arthur Wellesley, marqués de Wellington, arrebató un punto de apoyo en suelo enemigo al ejército francés del mariscal Soult. Las tropas aliadas invadieron las líneas francesas por detrás del río Bidasoa en la costa y por la cresta de los Pirineos entre el Bidasoa y Larrún. Los pueblos más cercanos al combate son Irún y Vera, en el bajo y medio Bidasoa, respectivamente. La batalla ocurrió durante la guerra de la Independencia Española, parte de las guerras napoleónicas.
El marqués de Wellington dirigió su asalto principal al bajo Bidasoa, mientras enviaba tropas adicionales para atacar el centro de Soult. Creyendo que su sector costero estaba seguro, Soult mantuvo el flanco derecho con una fuerza relativamente débil mientras concentraba la mayor parte de su fuerza en su flanco izquierdo, ubicado en las montañas. Sin embargo, el general británico fue informado por fuentes locales de que los niveles de agua en la parte inferior del río eran mucho más bajos de lo que sospechaban los franceses. Después de una cuidadosa planificación, el marqués de Wellington lanzó un asalto sorpresa que arrolló fácilmente las defensas del flanco izquierdo francés. En el centro, su ejército también ganó a través de las defensas francesas, aunque sus aliados españoles fueron rechazados en un ataque. Al comienzo de los combates, Soult se dio cuenta de que su flanco izquierdo no corría peligro, pero ya era demasiado tarde para reforzar sus posiciones por la derecha. Algunos generales franceses se sorprendieron de lo mal que lucharon sus soldados.

## Antecedentes

### Operaciones
En la batalla de San Marcial acaecida el 31 de agosto, el ejército de Soult fue repelido en su intento final de avanzar hacia España. Después de un costoso asalto seguido de un brutal saqueo de la ciudad, los aliados también llevaron a buen fin el asedio de San Sebastián a principios de septiembre. Una guarnición francesa resistió en el sitio de Pamplona que terminaría con la rendición el 31 de octubre. El marqués de Wellington decidió crear una cabeza de puente sobre el río Bidasoa, ya que, de tener éxito, su ejército sería el primer ejército aliado en establecerse en suelo francés. El comandante británico también quería apoderarse de las posiciones francesas que dominaban las líneas aliadas en el lado occidental del Bidasoa.

### Preparativos
Debido a que las tropas francesas habían comenzado a saquear a sus conciudadanos, el ministro de Guerra del emperador Napoleón, Henri Jacques Guillaume Clarke, ordenó al mariscal Soult que defendiera una posición lo más cerca posible de la frontera. Tenía que mantener un frente de 48 km en las montañas de los Pirineos. El área era muy defendible, pero las comunicaciones laterales eran deficientes.
Decidiendo que el sector costero era la parte más fuerte de su línea, Soult envió al general de división Honoré Charles Reille y 10 550 hombres para defender ese sector. El mando de Reille incluía la 7.ª División del General de División con 3996 efectivos comandados por Antoine Louis Popon de Maucune y la 9.ª División del General de División con 6515 efectivos por Pierre François Xavier Boyer. Maucune defendió el bajo Bidassoa en el golfo de Vizcaya, mientras que Boyer defendió el arroyo más hacia el interior. Tras ellos se encontraba el campamento atrincherado de Bordagain y el puerto de San Juan de Luz, que estaban en manos de la División de Reserva con 8018 hombres comandados por el General de División Eugene-Casimir Villatte.

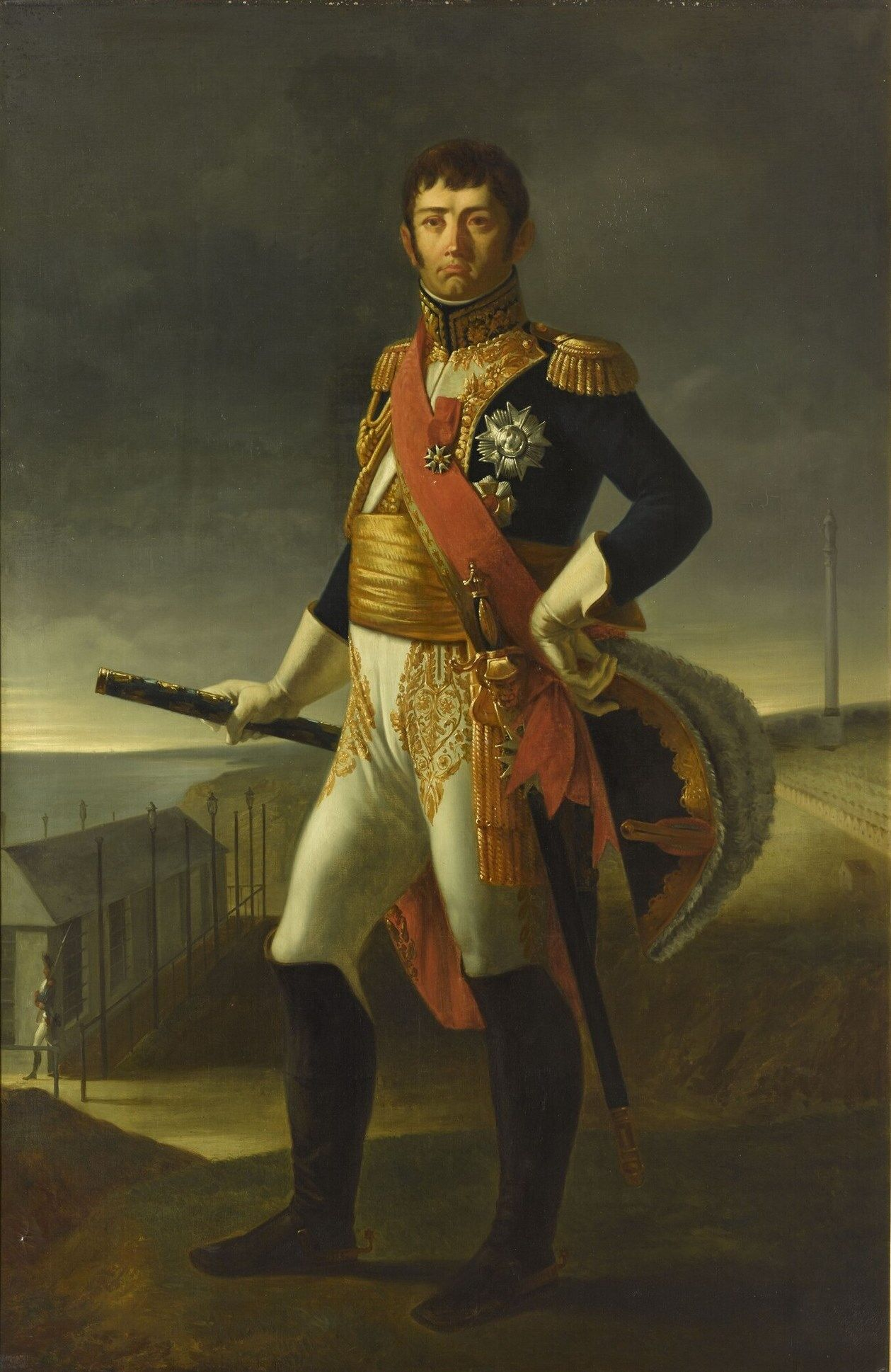
El mariscal Nicolás Juan de Dios Soult.

El general de división Bertrand Clauzel ocupó el centro con 15 300 hombres al mando de los generales de división Nicolas François Conroux, Jean-Pierre Maransin y Eloi Charlemagne Taupin. A la derecha, cerca del Bidasoa, se alzaba el reducto de La Bayonette; el centro se ubicó en el pico Larrún con el sector de Clauzel; a la izquierda tocó el río Nivelle cerca de Ainhoa. La 4.ª División de Conroux contaba con 4962 hombres; la 5.ª División de Maransin con 5575 efectivos; y la 8ª División de Taupin tenía 4778 soldados y controlaba el área justo al norte de Vera. Los artilleros, zapadores y otras tropas de Soult sumaban 2000 y sus fuerzas totales ascendían a 55 088 efectivos. Su caballería estaba estacionada en el valle del río Nive.
Por temor a un avance aliado sobre el Paso Maya y por el río Nivelle hasta el mar, Soult proporcionó al general de división Jean-Baptiste Drouet d'Erlon 19 200, efectivos para defender su flanco izquierdo. El cuerpo de d'Erlon incluía a los soldados de los generales de división Maximilien Sébastien Foy, Jean Barthélemy Darmagnac, Louis Jean Nicolas Abbé y Augustin Darricau. Estas tropas mantuvieron una línea desde Ainhoa hasta la fortaleza de montaña de San Juan Pie de Puerto, cubriendo los pasos Maya y de Roncesvalles. La 6.ª División de Darricau, de 4092 hombres, se desplegó entre Ainhoa y Sare; la 3.ª División de Abbé, de 6051 efectivos, estaba al oeste de Ainhoa; la 2.ª División de Darmagnac, de 4447 hombres, tenía Ainhoa; la 1.ª División de Foy, de 4654 efectivos, mantuvo la fortaleza en el flanco extremo izquierdo.
Wellington disponía de 64 000 soldados de infantería y artillería anglo-portugueses, más 25 000 soldados españoles del Ejército de Galicia. Dado que la caballería era de poca utilidad en las montañas, el comandante británico envió la mayoría de sus regimientos de caballos a la retaguardia, manteniendo algunos dragones ligeros para patrullar. Para ganar su cabeza de puente, Wellington tuvo que forzar el cruce del estuario del Bidasoa. El río tenía 910 metros de ancho y 6 metros de profundidad en la marca de la marea alta debajo de la isla de los Faisanes. Los franceses nunca sospecharon que solo había 1,2 metros de agua sobre los vados inferiores en ciertas mareas bajas, un hecho que los aliados obtuvieron de los pescadores vascos. La inteligencia aliada sabía que la próxima marea baja sería el 7 de octubre.
El cruce fue meticulosamente planeado. Cerca de los vados inferiores, los ingenieros británicos construyeron un muro de césped cerca del río. Esto albergaría a la 5.ª División de Andrew Hay durante el tiempo previo al cruce del río. Wellington colocó cinco baterías de campaña y tres cañones de asedio de 18 libras para brindar apoyo de fuego a la infantería atacante.

## Batalla

### Bidasoa
A las 7:25 horas, la 5.ª División lanzó su ataque desde las proximidades de Fuenterrabía. Fue una completa sorpresa para los franceses, que habían desplegado sólo los 4000 hombres de Maucune para defender seis kilómetros de río. Inmediatamente, los hombres de Hay se afianzaron en el pueblo de Hendaya y giraron dos brigadas hacia la derecha para ayudar al cruce de la 1.ª División de Kenneth Howard. A las 8:00, los hombres de Howard, el Ejército Portugués independiente de Thomas Bradford y la brigada británica independiente de Lord Aylmer vadearon el río cerca de un puente destruido en Behobia. Tres brigadas españolas de las dos divisiones de Manuel Freire (Del Barco y Bárcena) cruzaron más a la derecha. Rápidamente, los británicos invadieron la posición de Croix des Bouquets y los españoles capturaron Mont du Calvaire, ambas posiciones al oeste y sudoeste de Urruña respectivamente. Toda la cordillera en el lado francés del río cayó en manos aliadas a costa de solo 400 bajas. Con el terreno elevado en su poder, Wellington suspendió el ataque.
Esa mañana, Soult estaba absorto observando el avance de la 6.ª División de Henry Clinton desde el Paso Maya. La brigada portuguesa de la división se apoderó audazmente de la ferrería de Urdax, perdiendo 150 hombres en el combate. Soult se dio cuenta de repente de que la operación era solo una demostración. Cabalgó hasta su sector costero, pero llegó demasiado tarde para ayudar a Reille.

### Larrún

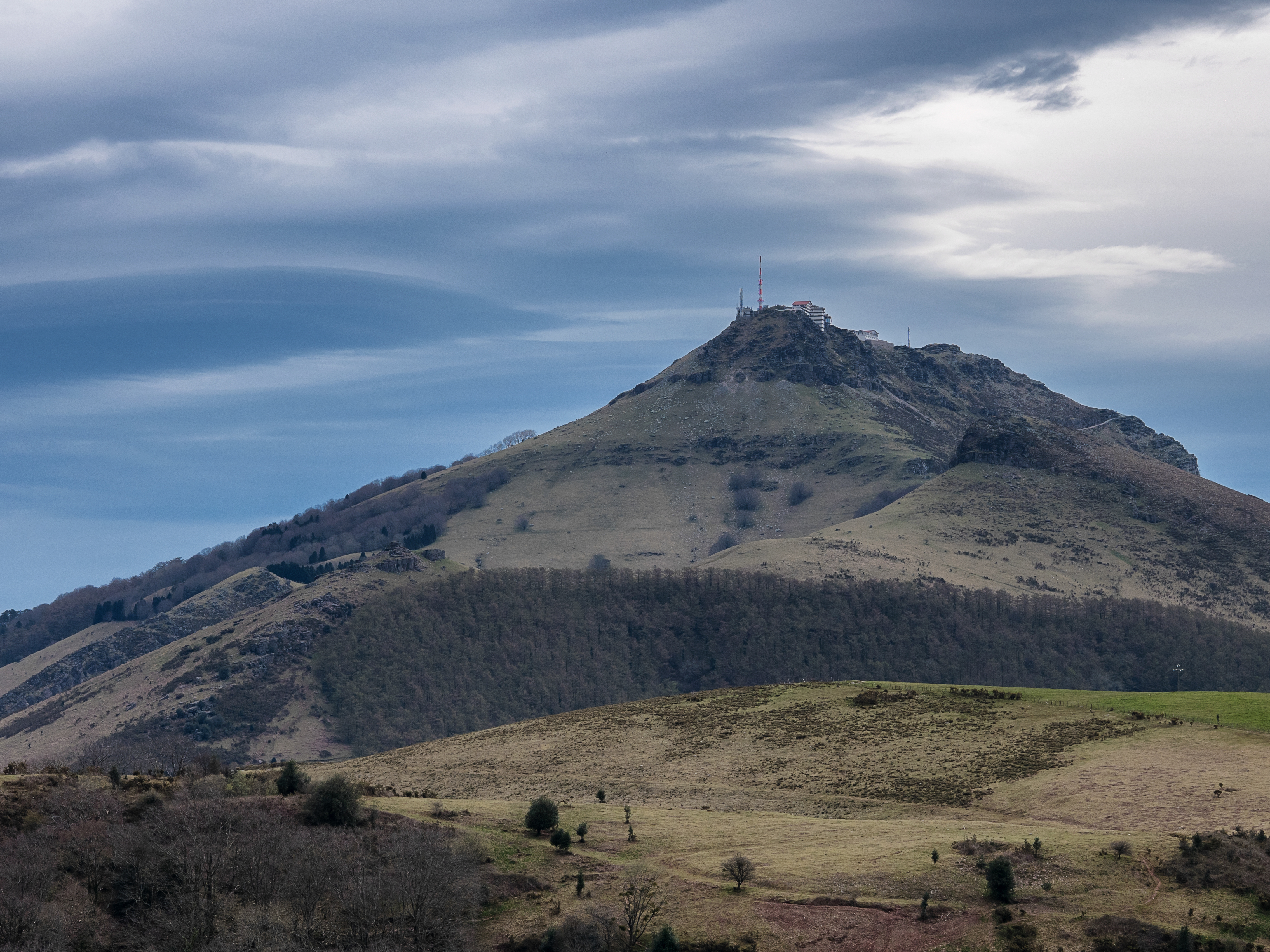
El pico Larrún donde los franceses repelieron un ataque español.

El combate más duro de la jornada se produjo en el sector de Clauzel. La brigada de John Colborne de la División Ligera de Charles Alten atacó La Bayonette, al norte de Vera. Los franceses cargaron cuesta abajo e hicieron retroceder a los escaramuzadores de chaquetas verdes del 95.º Regimiento a pie de fusileros. De repente, el 52.º (Oxfordshire) Regimiento a pie de infantería ligera) apareció de entre los árboles y rápidamente cambió las tornas. Siguiendo de cerca a los franceses en retirada, los casacas rojas de la 52.º invadieron el reducto con sorprendente facilidad.
Mientras tanto, la otra brigada de la División Ligera de James Kempt y la división española de Francisco de Longa atacaron dos estribaciones del Larrún para asegurar algunas posiciones. A su derecha, las dos divisiones andaluzas de Pedro Agustín Girón (Virues y La Torre) atacaron la cumbre del Larrún. Aunque los españoles atacaron repetidamente, fueron derrotados. Sin embargo, al día siguiente los franceses abandonaron la posición para evitar el cerco.

## Resultados
Los aliados obtuvieron la victoria por primera vez en suelo francés.
En el sector de Reille, los franceses perdieron a 390 soldados, y 60 fueron capturados junto a 8 cañones. En el sector de Clauzel, los franceses sufrieron 600 bajas, y 598 soldados y nueve cañones fueron capturados. Los británicos perdieron 82 hombres, 486 heridos y cinco desaparecidos. Los portugueses sufrieron 48 bajas, 186 heridos y ocho desaparecidos. Los españoles sufrieron el saldo de las 1600 bajas aliadas totales. La derrota bajó la moral en el ejército de Soult. Excepto en Larrún, las tropas francesas no defendieron obstinadamente sus posiciones. Villatte comentó, "con tropas como estas solo podemos esperar vergüenza". Soult convirtió a Maucune en el chivo expiatorio, lo despidió de su división y lo envió a la retaguardia. Después de la batalla, algunas de las tropas aliadas se entregaron al saqueo de casas y pueblos franceses. Wellington atacó duramente a las tropas británicas atrapadas saqueando. Simpatizaba con los españoles, que habían visto su nación devastada por soldados franceses, pero decidió no tolerar ningún saqueo por temor a provocar una guerra de guerrillas.
Tras esta victoria, las tropas españolas tomaron el Reducto de Santa Bárbara, a 1,4 kilómetros al sur de Sare. El 12 de octubre, la división de Conroux recuperó el fuerte de su guarnición de la división de La Torre y rechazó un contraataque español de cinco batallones. Las bajas francesas se estiman en 300, mientras que los españoles perdieron 300 soldados entre bajas y heridos, y más 200 capturados. El siguiente compromiso fue la Batalla del Nivelle el 10 de noviembre de 1813.